# György Konrád
György Konrád   (Debrecen, 2 d'abril de 1933 - Budapest, 13 de setembre de 2019) va ser un escriptor i sociòleg hongarès, un dels principals líders de la dissidència comunista.

## Biografia
Va néixer en una família de religió jueva. Després de realitzar els seus estudis secundaris l'any 1951 ingressà a la universitat Eötvös Loránd de Budapest, on estudià literatura, sociologia i psicologia.
A partir de 1956, durant la Revolució Hongaresa, inicià la seva oposició al règim comunista i soviètic que s'instal·là al seu país, el que li feu perdre la seva feina a l'Institut de planificació urbana de Budapest, arribant a ser empresonat el 1976. L'any 1982 s'instal·là a Berlín, ciutat en la qual va viure fins al 1984.

## Obra literària
Autor de deu novel·les traduïdes en una quinzena de llengües, també ha publicat obres polítiques i sociològiques. Una de les novel·les més conegudes de Konrád és "El visitant", un retrat del sofriment de la societat moderna urbana i industrial, vista des del punt de vista d'un funcionari dels serveis socials.
El 1991 fou guardonat amb el Premi de la Pau del Comerç Llibreter Alemany concedit a la Fira del Llibre de Frankfurt i l'any 2001 fou guardonat amb el Premi Internacional Carlemany, concedit per la ciutat d'Aquisgrà en favor dels seus valors democràtics i pacifistes.